# Bullimus bagobus
Bullimus bagobus är en däggdjursart som beskrevs av Edgar Alexander Mearns 1905. Bullimus bagobus ingår i släktet Bullimus och familjen råttdjur. Inga underarter finns listade. Typexemplaret hittades vid vulkanen Apo.

## Utseende
Arten är med en absolut längd av 430 till 483 mm, inklusive en 175 till 205 mm lång svans och med en vikt av 340 till 635 g en stor gnagare. Den har 52 till 60 mm långa bakfötter och 26 till 30 mm stora öron. De flesta exemplaren har mörkbrun päls på ovansidan och ljusare brun päls med silver skugga på undersidan. Bullimus bagobus har en nästan naken svans med brun färg. Ett fåtal individer hade en vit svansspets. I utbredningsområdet kan arten bara förväxlas med Rattus everetti men den senare har en svans som är längre än huvud och bål tillsammans och huvudet samt ögonen är mindre i jämförelse till bålen. Hos honor förekommer tre eller fyra par spenar.

## Utbredning
Detta råttdjur förekommer på Mindanao och på andra öar i södra Filippinerna. I bergstrakter når arten 1800 meter över havet. Habitatet utgörs främst av fuktiga skogar men även av andra skogar.

## Ekologi
Bullimus bagobus letar främst på natten efter föda som utgörs av olika växtdelar. Arten vistas främst på marken. Födan kompletteras med några leddjur. En hona visade tecken på två embryon i sin livmoder.

## Hot
Beståndet hotas av skogens omvandling till jordbruksmark och av gruvdrift. Hela populationen är fortfarande stabil. IUCN kategoriserar arten globalt som livskraftig.